# Reserva Particular do Patrimônio Natural Estação Veracel/Veracruz
A Reserva Particular do Patrimônio Natural Estação Veracel/Veracruz é uma das mais importantes unidades de conservação do sul da Bahia. É a maior reserva privada do Nordeste e a segunda de toda a Mata Atlântica. É administrada pela empresa de produção de celulose Veracel.
A reserva apresenta trechos de Mata Atlântica bem preservadas com exemplares centenários de pau-brasil (Caesalpinia echinata), jacarandá-da-bahia (Dalbergia nigra), pequi-preto (Caryocar edule) e jatobás (Hymenaea sp). Também apresenta extensos trechos de mata de tabuleiros, uma variação da floresta ombrófila densa, outrora comum no norte do Espírito Santo e Sul da Bahia.
É considerada importante na conservação de aves pela BirdLife International. Foram registradas 37 espécies de vertebrados ameaçados de extinção e 54 espécies endêmicas da Mata Atlântica, e a reserva potencialmente (embora não tenha sido confirmado) pode ser hábitat de espécies ameaçadas como a onça-pintada (Panthera onca), o tamanduá-bandeira (Mymercophaga tridactyla) e a preguiça-de-coleira (Bradypus torquatus).